# Lista de lugares com o nome de Josip Broz Tito

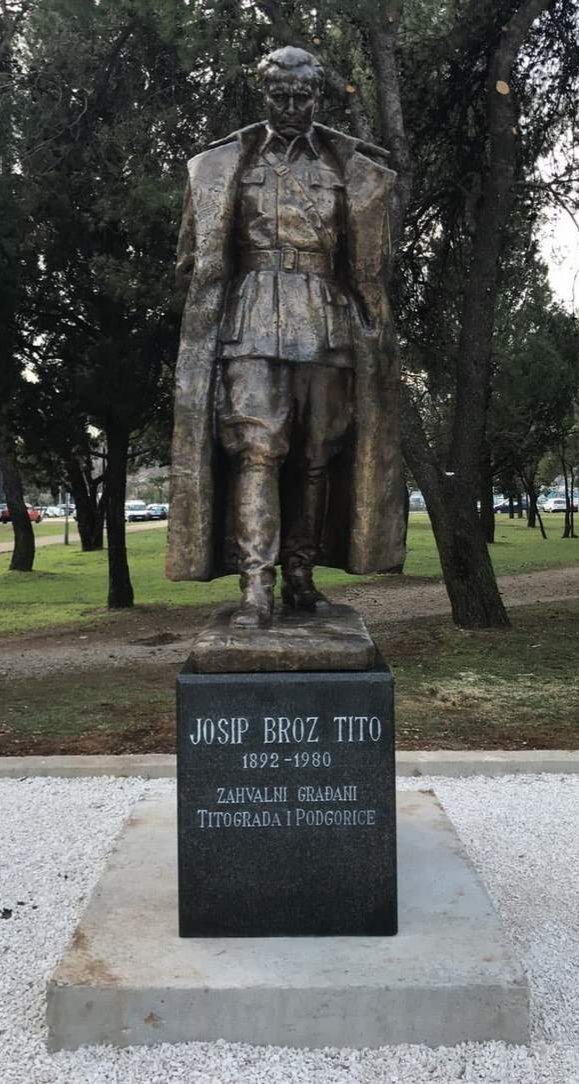
Monumento a Josip Broz Tito em Podgoritza

Durante a presidência de Josip Broz Tito e nos anos que se seguiram à sua morte em 1980, vários lugares na República Socialista Federativa da Iugoslávia e em todo o mundo foram nomeados ou renomeados em homenagem a ele como parte do seu culto à personalidade. Desde a dissolução da Iugoslávia, diversas cidades e praças da antiga nação reverteram seus nomes. Numerosas ruas também receberam o nome de Tito, tanto na ex-Iugoslávia como em outros lugares, como uma homenagem a um dignitário estrangeiro.

## Cidades Anteriormente Nomeadas em Homenagem a Tito
Um total de oito vilas e cidades receberam o nome de Tito. Logo após a Segunda Guerra Mundial, quatro municípios cujo papel no movimento de resistência partisan foi percebido como significativo ganharam o adjetivo "Tito" (localmente Titov/Titova/Titovo), enquanto a capital da menor república federal de Montenegro foi renomeada como Titogrado (Cidade de Tito). Após a morte de Tito em 1980, mais quatro cidades foram acrescentadas, totalizando uma em cada uma das seis repúblicas federais iugoslavas e duas províncias autônomas. Estes foram os seguintes:

### Montenegro
- Titogrado, 13 de julho de 1946 – 2 de abril de 1992 – Podgorica

### Bósnia e Herzegovina
- Titov Drvar, 1981–1991 – Drvar, Cantão 10, Federação da Bósnia e Herzegovina

### Croácia
- Titova Korenica, 5 de dezembro de 1945 – 7 de fevereiro de 1997 – Korenica

### Sérvia
- Titovo Užice, 1946–1992 – Užice
- Titov Vrbas, 1983–1992 – Vrbas, Voivodina
- Titova Mitrovica, 1981–1992 – Kosovska Mitrovica

### Eslovênia
- Titovo Velenje, 10 de outubro de 1981 – 17 de julho de 1990 – Velenje

### Macedônia do Norte
- Titov Veles, 1946–1996 – Veles

Com a dissolução da Iugoslávia, cada cidade foi renomeada.

## Ruas e praças

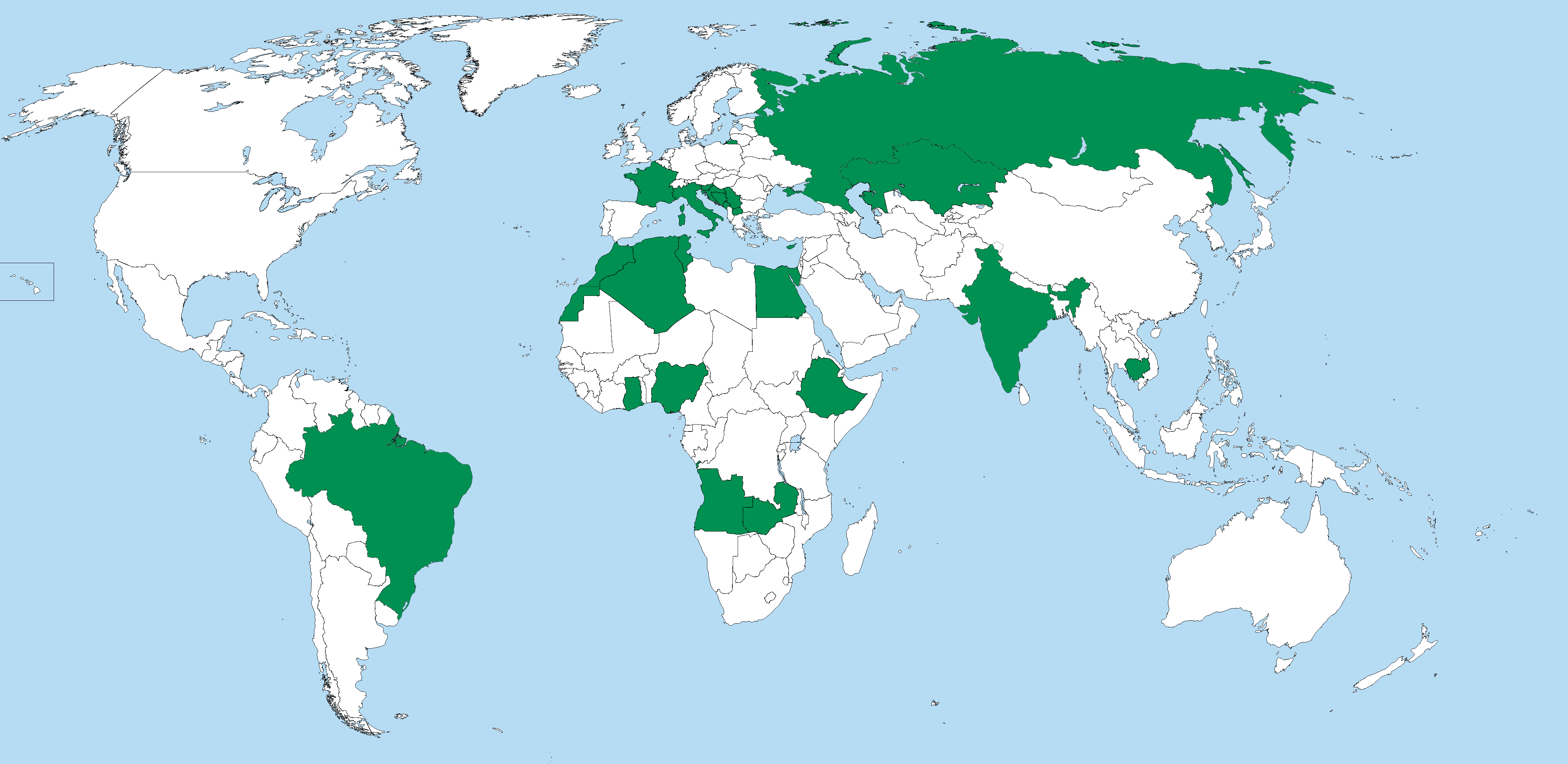
Países no mundo com ruas nomeadas em homenagem ao Marechal Tito

Muitas cidades dos países da ex-Iugoslávia e de outros países têm ruas e praças com o seu nome.

### Eslovênia
- Ilirska Bistrica: Trg Maršala Tita (praça principal)
- Jesenice: Cesta Maršala Tita
- Koper: Titov trg (praça principal)
- Logatec: Titova ulica
- Liubliana: Titova cesta (renomeada para Slovenska cesta (Avenida Eslovena) em 1991); Titova cesta, uma seção da Štajerska cesta em homenagem a Tito em 2009. Após a decisão da rua Tito na Eslovênia, renomeado para Štajerska cesta.
- Maribor: Titova cesta (rua principal), Titov most (Ponte de Tito)
- Postojna: Titov trg (praça principal), Titova cesta
- Radeče: Titova ulica
- Radenci: Titova cesta
- Senovo: Titova cesta
- Slovenska Bistrica: Titova cesta
- Tolmin: Trg Maršala Tita (praça principal)
- Velenje: Titov trg (praça principal com a estátua de Tito mais alta do mundo)

Em 2011, dois anos depois de uma rua em Ljubljana ter recebido o nome de Tito, o Tribunal Constitucional da Eslovénia decidiu que dar o nome de Josip Broz Tito à uma nova rua era inconstitucional. O tribunal decidiu por unanimidade que Tito simboliza graves violações dos direitos humanos e que dar o seu nome à rua glorifica o regime totalitário e viola a dignidade humana. Em 2020, o Tribunal Constitucional da Eslovênia permitiu um referendo contra a mudança de nome da rua de Tito em Radenci. Em contraste com a decisão sobre a rua em Ljubljana, a rua em Radenci recebeu o nome de Tito há mais de 40 anos; o tribunal rejeitou a alegação do prefeito de que um referendo para manter o nome violaria a constituição.

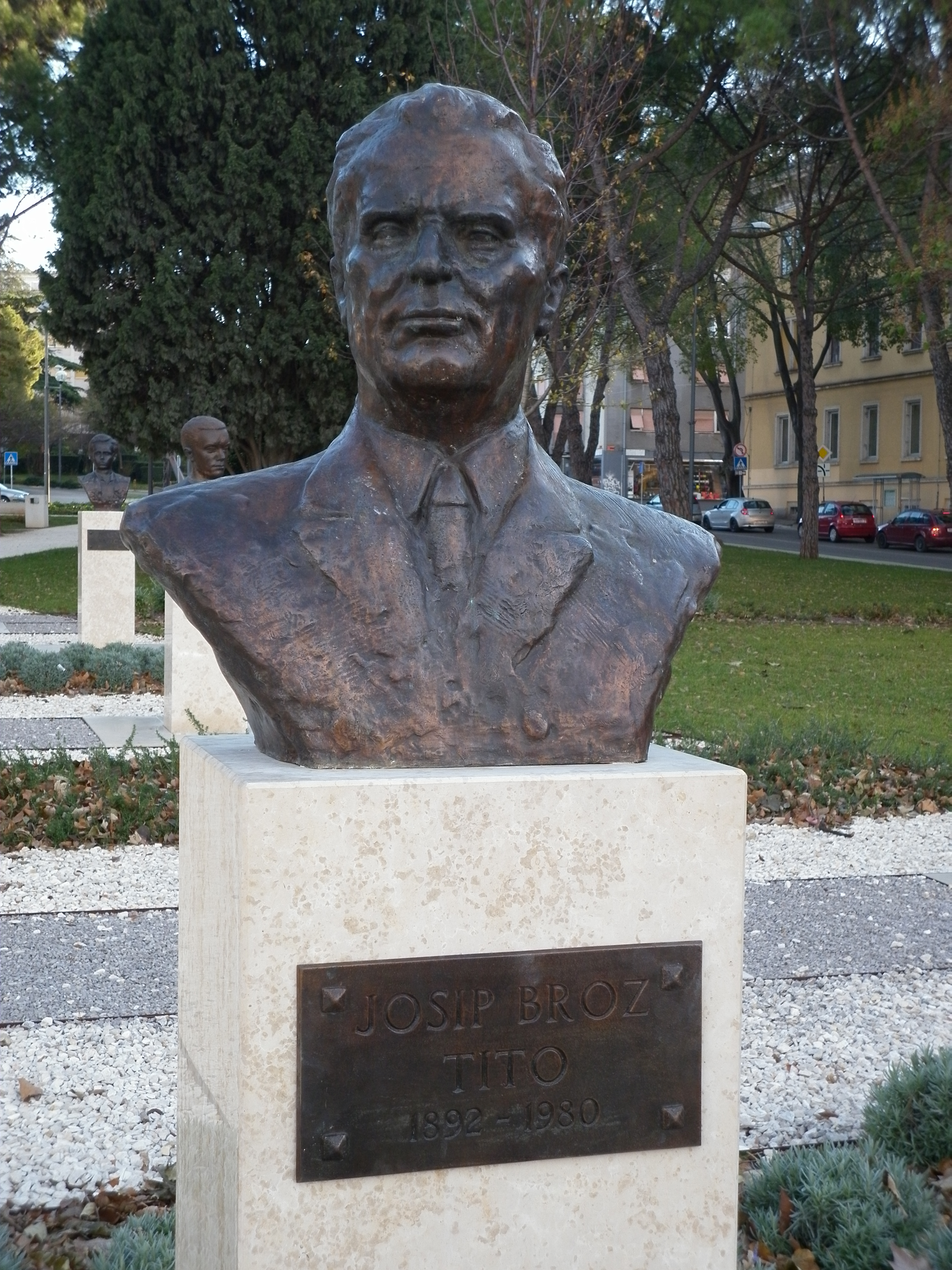
Busto de Josip Broz Tito no Parque Tito (Titov park) em Pula, Croácia

### Croácia
- Banovci: Ulica maršala Tita
- Buje: Trg JB Tita
- Buzet: Titov trg
- Celine Goričke (Marija Gorica): Ulica maršala Tita
- Fažana: Titova riva
- Kumrovec: Ulica Josipa Broza
- Labin: Titov trg (praça principal)
- Lovran: Šetalište maršala Tita
- Matulji: Trg maršala Tita
- Nedelišće: Ulica Maršala Tita
- Novigrad: Ulica Josipa Broza Tita
- Novo Selo Rok (Čakovec): Ulica Maršala Tita
- Opatija: Ulica Maršala Tita
- Poreč: Obala maršala Tita
- Pula  Parque Titov
- Rabac: Obala maršala Tita
- Rijeka: Titov trg
- Rovinj: Trg maršala Tita
- Selce (Crikvenica): Ulica maršala Tita (sugerida para ser renomeada para Rua Jean-Michel Nicolier)
- Šenkovec: Ulica maršala Tita
- Starogradacki Marof (Stari Gradac): Maršala Tita
- Turopolje: Ulica maršala Tita
- Umag: Obala maršala Tita
- Veli Lošinj: Obala maršala Tita
- Vinkovački Banovci: Ulica maršala Tita
- Vrsar: Obala maršala Tita
- Zabok: Ulica Josipa Broza Tita
- Zmajevac, Suza: Ulica maršala Tita

As mudanças de nome são anunciadas em Selce, Varaždinske Toplice e Velika Gorica.
Antigos locais:
- Karlovac: Trg Josipa Broza Tita (agora Trg hrvatskih branitelja)
- Šibenik: Poljana maršala Tita (agora Poljana)
- Mursko Središće: Ulica Josipa Broza Tita (agora Ulica Republike Hrvatske)
- Zadar: Obala Maršala Tita (agora Obala kralja Petra Krešimira IV)
- Zagreb: Trg maršala Tita (agora Trg Republike Hrvatske). Em fevereiro de 2008, 2.000 manifestantes reuniram-se na praça Josip Broz, em Zagreb, onde fica o Teatro Nacional Croata, para exigir que fosse renomeada para Praça do Teatro.[4] No entanto, centenas de antifascistas acusaram esta multidão de ser revisionista e neo-Ustaše e a tentativa de renomeá-la falhou.[5] O presidente croata, Stjepan Mesić, opôs-se publicamente à mudança de nome.[6] No entanto, a praça foi renomeada para Praça da República da Croácia pelo prefeito Milan Bandić em 2017.[7]
- Zaprešić: Ulica maršala Tita (agora Rua Cardeal Aloysius Stepinac)
- Varaždinske Toplice: Ulica Maršala Tita (agora rua Dr. Franjo Tuđman)
- Velika Gorica: Trg maršala Tita (agora Trg grada Vukovara)

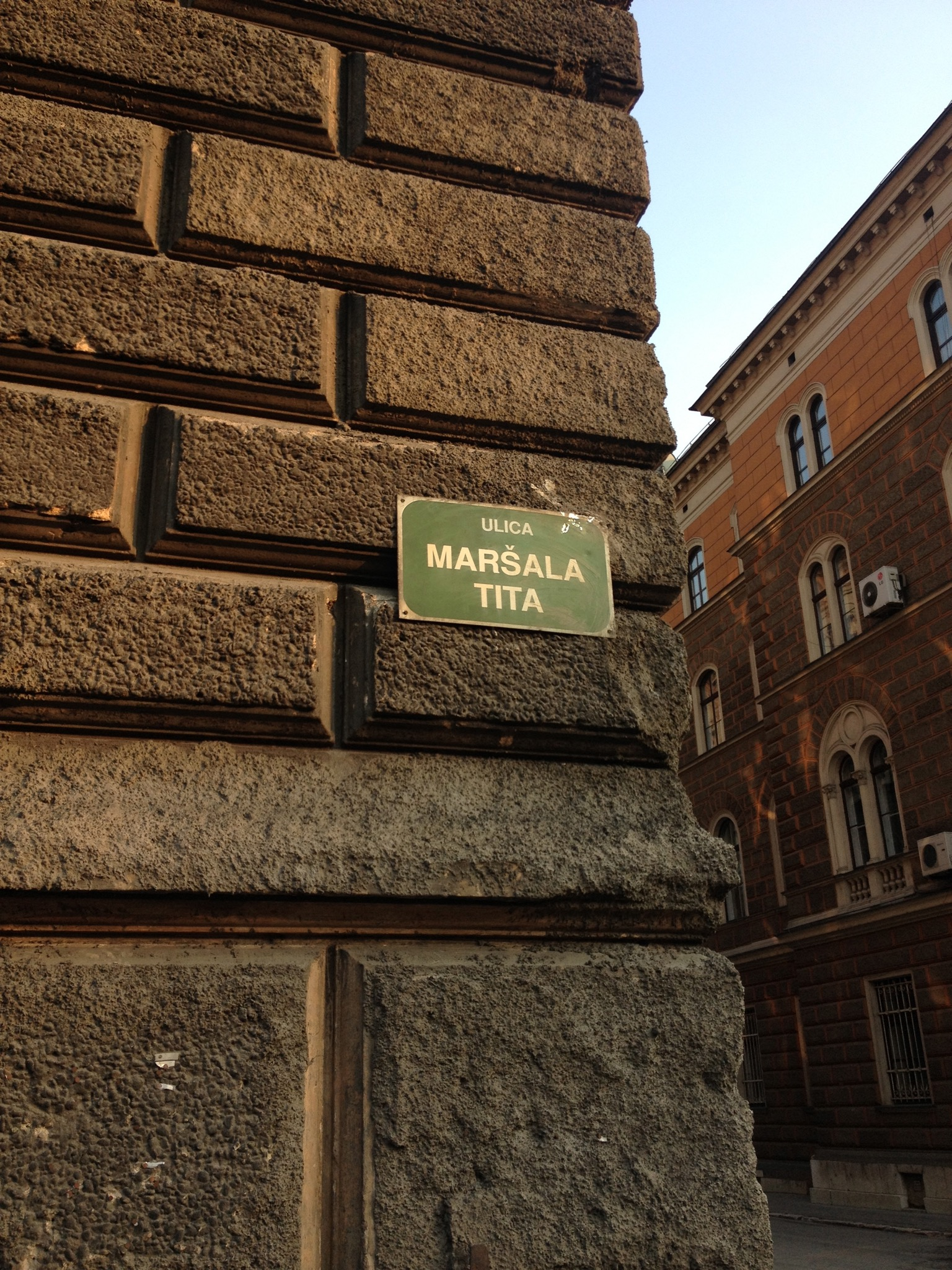
Ulica Maršala Tita em Sarajevo

### Bósnia e Herzegovina
As únicas cidades da Republika Srpska que nomeiam uma rua com o nome de Tito são Kozarac e Srebrenica; todas as outras cidades estão na Federação da Bósnia e Herzegovina.
- Bihać: Trg maršala Tita
- Bosanska Krupa: Ulica maršala Tita
- Bratunac: Ulica maršala Tita
- Breza: Titova ulica
- Drvar: Titova ili Put Oficirske Škole
- Foča: Titov Most
- Gorazde: Ulica maršala Tita
- Gradačac: Titova ulica
- Jajce: Ulica maršala Tita
- Jelah: Titova ulica
- Konjic: Ulica maršala Tita
- Kozarac: Ulica maršala Tita
- Lukavac: Titova ulica
- Mostar: Ulica maršala Tita
- Novi Travnik: Ulica maršala Tita
- Odzak: Titova ulica
- Sarajevo: Ulica Maršala Tita (rua principal)
- Srebrenica: Ulica Maršala Tita
- Tešanj: Ulica maršala Tita
- Tuzla: Titova ulica
- Zavidovici: Ulica Maršala Tita
- Zenica: Titova ulica
- Živinice: Titova ulica

Antigos locais:
- Bugojno: Ulica maršala Tita (agora Sultan Ahmedova)

### Sérvia
- Banja Koviljaca: Maršala Tita
- Boleč: Maršala Tita
- Čokot: Maršala Tita
- Dobanovci: Maršala Tita
- Jakovo, Belgrado: Maršala Tita
- Krepoljin: Maršala Tita
- Kraljevo: Titogradska
- Krupanj: Maršala Tita
- Kumane: Maršala Tita
- Lesnica: Maršala Tita
- Leštane: Maršala Tita
- Medoševac: Maršala Tita
- Meljak: Maršala Tita
- Mezgraja: Maršala Tita
- Niš: Naselje Marsala Tita (Durlan)
- Pajkovac: Maršala Tita
- Palilula, Belgrado: Maršala Tita
- Petrovac na Mlavi: Titov gaj
- Požarevac: Titogradska
- Požeženo: Maršala Tita
- Presevo: Maršala Tita
- Slanci: Maršala Tita
- Tabanović: Maršala Tita
- Umčari: Maršala Tita
- Vranje: Titogradska
- Žagubica: Maršala Tita
- Zaklopača: Maršala Tita
- Železnik, Belgrado: Titova
- Zvezdara, Belgrado: Titov gaj

Voivodina
- Ada: Maršala Tita
- Adorjan: Maršala Tita
- Aradac: Maršala Tita
- Bač: Maršala Tita
- Bačka Topola: Maršala Tita;
  - Pobeda: Maršala Tita
- Bački Brestovac:Maršala Tita
- Bački Gračac: Maršala Tita
- Bački Petrovac: Ulica maršala Tita
- Banatska Dubica: Maršala Tita
- Banatski Dvor: Maršala Tita
- Bajša: Maršala Tita
- Banatsko Novo Selo: Maršala Tita
- Belo Blato: Maršala Tita
- Bočar: Maršala Tita
- Boka: Maršala Tita
- Čantavir: Maršala Tita
- Čestereg: Maršala Tita
- Čoka: Maršala Tita
- Čortanovci: Maršala Tita
- Crepaja: Maršala Tita
- Crna Bara: Maršala Tita
- Crvenka: ulica Maršala Tita
- Deliblato: Maršala Tita
- Elemir: Maršala Tita
- Ečka: Maršala Tita
- Erdevik: Maršala Tita
- Farkaždin: Maršala Tita
- Feketić: Maršala Tita
- Gložan: Maršala Tita
- Jaša Tomić: Maršala Tita
- Kačarevo: Maršala Tita
- Klenak: Maršala Tita
- Konak: Maršala Tita
- Kovačica: Maršala Tita
  - Padina: Elementary school Maršala Tita, Ulica maršala Tita
- Kruščić: Maršala Tita
- Kula: ulica Maršala Tita
- Kulpin: Ulica maršala Tita
- Kumane: Maršala Tita
- Kucura: Maršala Tita
- Kupinovo: Maršala Tita
- Lovćenac: Maršala Tita
- Lukino Selo: Maršala Tita
- Maglić: Maršala Tita
- Majdan: Tito Marsal
- Mošorin: Maršala Tita
- Nova Crnja: Maršala Tita
- Nova Gajdobra: Maršala Tita
- Novi Bečej: Maršala Tita
- Novi Itebej: Maršala Tita
- Novi Žednik: Titogradska
- Novo Miloševo: Maršala Tita (rua principal)
- Obrež: Maršala Tita
- Padej: Maršala Tita
- Panonija: trg Maršala Tita
- Ratkovo: Maršala Tita
- Ravno Selo: Maršala Tita
- Ruski Krstur: Maršala Tita
- Samoš: Maršala Tita
- Sanad: Maršala Tita
- Selenča: Maršala Tita
- Seleuš: Maršala Tita
- Sivac: ulica Maršala Tita
- Skorenovac: Maršala Tita
- Stari Banovci: Titov Park Kosarkasko Igraliste
- Subotica: Aleja Maršala Tita (uma das principais ruas)
- Sutjeska: Maršala Tita
- Taraš: Maršala Tita
- Tomaševac: Maršala Tita
- Torak: Maršala Tita
- Trešnjevac: Maršala Tita
- Uzdin: Maršala Tita
- Vajska: Maršala Tita
- Veliki Radinci: Maršala Tita
- Vrbas: Ulica maršala Tita, Titova Vila
- Vrbica: Maršala Tita

Antigos locais:
- Belgrado: Maršala Tita (a rua principal, renomeada novamente para Srpskih Vladara em 1992, agora Kralja Milana)
- Zemun: Ulica maršala Tita (a rua principal, renomeada para Glavna ulica, que significa "rua principal")
- Šabac: Maršala Tita (a rua principal, renomeada para Gospodar Jevremova em 2005).
- Ruma: Maršala Tita (a rua principal, renomeada para Glavna ulica, que significa "rua principal")
- Užice: Maršala Tita (a rua principal, renomeada para rua Dimitrija Tucovića)
- Jagodina (Svetozarevo 1946–1992): Maršala Tita (a rua principal, renomeada para Kneginje Milice em 1992)
- Kikinda: Maršala Tita (a rua principal, renomeada para Kralja Petra I em 1993) e Titov trg (praça principal, renomeada Trg srpskih dobrovoljaca em 1993) [8]
- Zrenjanin: Maršala Tita (a rua principal, renomeada para Kralja Aleksandra em 1992)
- Novi Sad: Bulevar maršala Tita (renomeado para Bulevar Mihajla Pupina em 1992)
- Batajnica: Josipa Broza-Tita (a rua principal, renomeada para Majora Zorana Radosavljevica em 2004)
- Temerin: Maršala Tita (a rua principal, renomeada para Novosadska na década de 1990)

### Montenegro
- Herceg Novi: Trg maršala Tita
- Bar: Ulica maršala Tita
- Podgorica: Josipa Broza Tita; Titove Korenice
- Rosa: Maršala Tita
- Tivat: Obala maršala Tita

Antigos locais:
- Cetinje: Titov trg (agora Dvorski trg)
- Ulcinj: Bulevard maršala Tita (agora Bulevard Gjergj Kastrioti - Skënderbeu)

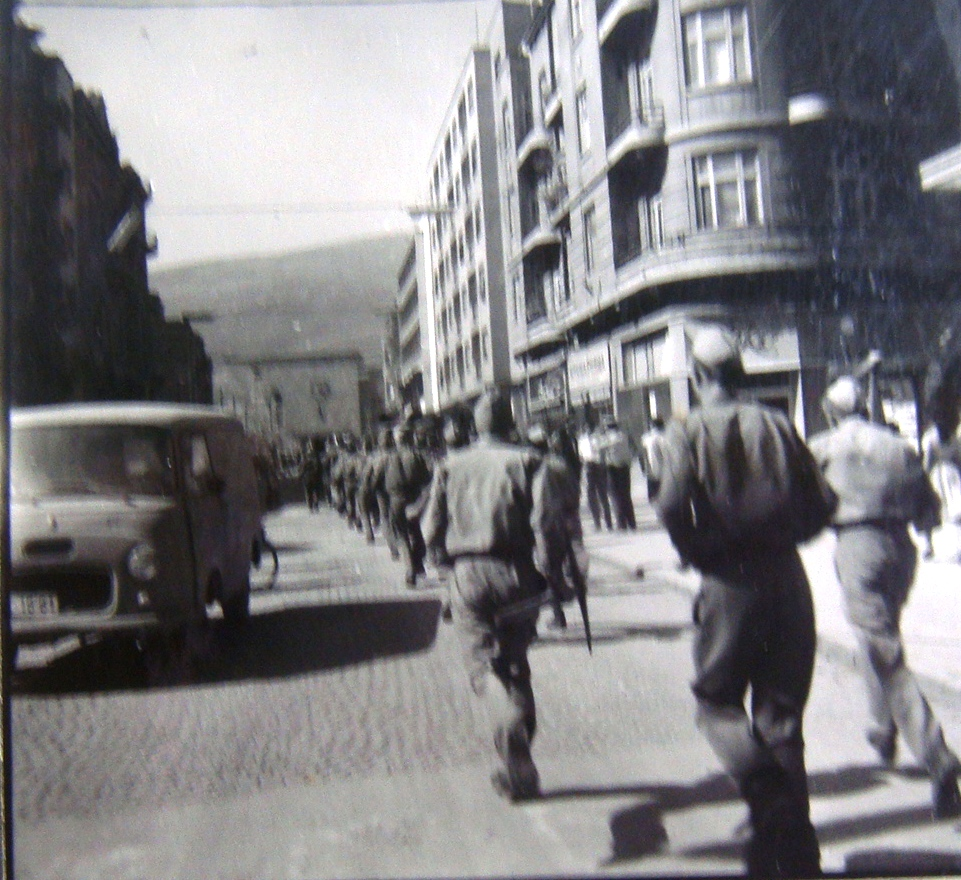
Rua Marechal Tito em Skopje. (26 de julho de 1963, o Exército Popular Iugoslavo apoia material para o terremoto)

### Macedônia do Norte
- Valandovo: Marsal Tito
- Berovo: Maršal Tito
- Bitola: Титово Ужице
- Delčevo: Maršal Tito
- Demir Hisar: Maršal Tito
- Demir Kapija: Maršal Tito
- Negotino: Marsal Tito
- Gevgelija: Maršal Tito
- Josifovo: Maršal Tito
- Kičevo: Maršal Tito
- Kočani: Maršal Tito
- Kriva Palanka: Maršal Tito
- Kumanovo: Титова Митровачка
- Makedonska Kamenica: Maršal Tito
- Makedonski Brod, Marsal Tito
- Radovis: Maršal Tito
- Escópia: Maršal Tito, Титовелешка
- Estrela Dojran: Marsal Tito
- Stip: Kej Maršal Tito
- Struga: Marsal Tito
- Estrúmica: ulica Maršal Tito
- Sveti Nikole: Marsal Tito
- Veles: Maršal Tito
- Vinica: bul. Tito

Antigos locais:
- Bitola: Maršal Tito (agora Širok Sokak)
- Ohrid: Kej Maršal Tito (agora Kej Makedonija)
- Tetovo: Praça Maršal Tito (antigo nome)

### Argélia
- Parc Tito em Bab Ezzouar

### Angola
- Luanda: Rua Marechal Tito Presidente

### Brasil
- São Paulo: Avenida Marechal Tito
- Campinas: Praça Marechal Tito

### Camboja
- Phnom Penh: Rua Josep Broz Tito

### Chipre
- Limassol: Rua Josip Broz Tito
- Dali: Rua Marechal Tito

### Egito
- Cairo: Rua Josip Broz Tito, Huckstep, Qism El-Nozha (perto do Aeroporto Internacional do Cairo)

### Etiópia
- Adis Abeba: Rua de Josif (Broz) Tito

### França
- Châlons-en-Champagne: Rue du Maréchal Tito

### Gana
- Acra: Avenida Josif Broz Tito

### Índia
- Nova Deli: JB Tito Marg
- Jodhpur: Shri Tito Chauraha

### Itália
- Nuoro: via Tito
- Palma di Montechiaro: via Tito
- Parma: por Josip Broz Tito
- Quattro Castella: via Maresciallo Tito
- Reggio Emilia: via Josip Broz Tito

### Cazaquistão
- Titova, oblast Qostanaj 110000, perto de Arkalyk

### Marrocos
- Agadir: Rua Tito

### Nigéria
- Abuja: Rua Tito Broz

### Rússia
- Moscou: Ploshchad Iosipa Broza Tito (Praça Josip Broz Tito) acima da estação de metrô Profsoyuznaya.
- Titov, perto de Litvinovka, oblast de Rostóvia

### Eslováquia
- Košice: Titogradská ulica

### Tunísia
- Susa : Avenida Marechal Tito

### Ucrânia
- Bakhmut: Rua Tito

### Zâmbia
- Lusaca: Estrada Tito

## Montanhas

### Macedônia do Norte
- Titov Vrv (que significa Pico de Tito), montanhas Šar [9]

## Asteróides
- 1550 Tito (descoberto por Milorad B. Protić)[10]

## Galeria
| {{{caption}}}                                                     |
| Trg Maršala Tita (Praça Marechal Tito) em Herceg Novi, Montenegro |

| {{{caption}}}                                              |
| Ulica Maršala Tita (rua Marechal Tito) em Srbobran, Sérvia |

| {{{caption}}}                                                            |
| Antigo sinal de trânsito em Srbobran, Sérvia, apontando para Titov Vrbas |

| {{{caption}}}                                                               |
| Antiga placa de trânsito na Sérvia, apontando para Titogrado e Titovo Užice |